# Eniwetak (Kwajalein)
Eniwetak (auch: Enewetak Islet, Enewetok Island, Eniue, Eniwetakku-tō, Eniwetok Island, RTS, USAKA) ist eine Insel des Kwajalein-Atolls in der Ralik-Kette im ozeanischen Staat der Marshallinseln (RMI). Die Insel gehört zu den von den Vereinigten Staaten gepachteten Gebieten.

## Geographie
Das Motu liegt im östlichen Riffsaum des Atolls und gehört zu den Omelek-Inseln. Sie liegt westlich versetzt im Einströmungsbereich der gleichnamigen Eniwetak Passage, die sich zwischen der Insel Kwadack und der Insel Meck erstreckt.
Die Insel verfügt über einen Hafen und einen Hubschrauberlandeplatz.

## Klima
Das Klima ist tropisch heiß, wird jedoch von ständig wehenden Winden gemäßigt. Ebenso wie die anderen Orte der Kwajalein-Gruppe wird Eniwetak gelegentlich von Zyklonen heimgesucht.